# Aplogompha aurifera
Aplogompha aurifera är en fjärilsart som beskrevs av Thierry-mieg 1904. Aplogompha aurifera ingår i släktet Aplogompha och familjen mätare. Inga underarter finns listade i Catalogue of Life.